# Sesbania hepperi
Sesbania hepperi är en ärtväxtart som beskrevs av Jan Bevington Gillett. Sesbania hepperi ingår i släktet Sesbania och familjen ärtväxter. Inga underarter finns listade i Catalogue of Life.